# Federico Fauttilli
Federico Fauttili (Priverno, 5 novembre 1948) è un ex politico italiano.

## Biografia

### Attività politica
È stato consigliere (1980-1990) e assessore della provincia di Latina, in periodi diversi, al bilancio, alla pubblica istruzione e al personale (1984-1988).
È stato consigliere della regione Lazio dal 1990 al 1995.

#### Vicende giudiziarie
L'ascesa politica di Fauttilli si interrompe bruscamente nel 1993, quando viene indagato dalla Procura di Latina.
Un procedimento che vede coinvolti i maggiori esponenti della politica locale del tempo e che dopo un lungo iter giudiziario, lo vedrà assolto nel 2003 dalla Corte d'appello di Roma su richiesta della pubblica accusa.

#### Elezione a deputato
Alle elezioni politiche del 2013 viene eletto alla Camera dei Deputati, come capolista di Scelta Civica per l'Italia nella circoscrizione Lazio 2.
Dopo aver abbandonato Scelta Civica, nel 2014 aderisce ai Popolari per l'Italia, partito che abbandona nel mese di luglio dello stesso anno per partecipare alla fondazione di Democrazia Solidale.
Alle elezioni politiche del 2018 è ricandidato alla Camera nel collegio uninominale di Latina, sostenuto dal centro-sinistra: non verrà rieletto in quanto sconfitto dalla candidata di centro-destra Giorgia Meloni (41%), mentre egli ottiene solamente il 15,34%.